# Palus Putredinis
Palus Putredinis (Pantano de la Podredumbre) es el nombre con el que se designa a una región de la superficie visible de la Luna, situada entre el Mar de la tranquilidad y los Montes Arquímedes. Esta región es famosa por ser el primer suelo no terrestre alcanzado por un objeto humano, ya que el 13 de septiembre de 1959, la sonda soviética Luna 2 impactó contra su superficie. Posteriormente, el 26 de julio de 1971, también aterrizó en esta misma región la nave tripulada norteamericana Apolo 15.

## Geología
El área definida como Palus Putredinis es una llanura formada por un desbordamiento de lava, originado a raíz del impacto de un gran asteroide en el actual cráter Autolycus. Esta zona se sitúa sobre una estructura anular más grande y antigua conocida como Mare Imbrium.
La llanura tiene una extensión aproximada de 161 km.